# Picodon de la Drôme
El Picodon de l'Ardèche o de la Drôme es un queso francés de la región Ródano-Alpes, departamento de Drôme, Ardèche, Gard y Vaucluse, que se beneficia de una AOC desde 1983, y DOP a nivel europeo por el Reglamento de la Comisión n.º 1107/96. Francia no pidió la protección del término «picodon», que es genérico para un queso francés de leche cruda de cabra, pasta fresca y corteza mohosa blanca o azulada.

## Historia
Su nombre proviene de picaoudou, palabra languedociana que significa "especiado" o "picante". Este queso se remonta al siglo XIV. El poeta Ronsard lo menciona en el castillo de Tournon dos siglos más tarde. Aparece en documentos del siglo XVIII como forma de pago de impuestos en especie. 

## Elaboración
Se elabora con leche cruda de cabra. La raza de cabras utilizadas son la alpina chamoisées y también la saaneen. Durante su maduración, la corteza se cubre de un moho azul y blanco, con lo que la corteza es, al final, de color blanco, marfil, amarillo o gris azulado. 

## Características
Se asemeja a los pélardon de Languedoc. Tiene un 45% de materia grasa. Es un queso de forma redonda, pequeña, de un peso medio de 100 gramos. Tiene pasta fresca, fina y flexible, que se hace quebradiza después de una maduración prolongada. Desprende un olor caprino, de bodegas de piedra. Sabor a cabra. Su periodo de degustación óptima es de abril a agosto, pero también resulta excelente de marzo a octubre. Se puede usar en bocadillo y como ingrediente para cocinar. El Picodon se puede tostar. Los aficionados prefieren este queso marinado en aceite de oliva. Los quesos jóvenes se conservan en aceite de oliva con hojas de laurel. Marida con vino tinto como los Côtes du Rhône tintos o rosados AOC, Chatillon en Diois (AOC), Tricastin (AOC), los côtes du Vivarais o Rivesaltes.

## Denominación de origen
A nivel nacional, en Francia, el Picodon es reconocido como appellation d'origine contrôlée (AOC) desde 1983, originalmente bajo las denominaciones Picodon de l'Ardèche, o también, Picodon de la Drôme, que luego sería cambiada a simplemente, Picodon en el año 2000. A partir de 1996, es una denominación de origen protegida (PDO) ante la Unión Europea. A nivel internacional, cuenta con registro como denominación de origen, conforme al Sistema de Lisboa, ante la Organización Mundial de la Propiedad Intelectual, desde el 28 de julio de 1989.